# Църквище (Демир Капия)
Църквище (на македонска литературна норма: Църквиште) е късноантичен и средновековен религиозен обект, чиито руини са открити град Демир Капия, Северна Македония.

## Местоположение
Намира се югозападно от град Демир Капия, вдясно от стария главен път за Солун, преди тунела.

## Описание
Основите на базиликата са открити със систематични археологически разкопки в 1952 – 1954 и 1956 година.
Раннохристиянският храм датира от IV – VI век. Представлява трикорабна църква с нартекс и анекси от северната страна. Край нея има некропол. В некропола са открити малки олтари с букариони – пластични изображения на волски глави с рога и уши и рисувани очи и уста.
През Средновековието върху централното пространство на базиликата е изградена църква и некрополът продължава да се използва. Църквата е датирана с накит и монети от края на IX – XV век.
- Камък с гръцки надпис
- Букарион
- Основите на трикорабната църква
- Апсидата на църквата
- Църквата от запад